# 东北帮叛党投敌反革命集团案
东北帮叛党投敌反革命集团案，是1967年至1969年，文化大革命期间辽宁的一起政治案件。

## 背景
1946年2月，原在东北军工作过的吕正操、万毅、张学思、贾陶、刘澜波等42人联名通电蒋介石，要求释放张学良。此举是为了配合周恩来代表中國共產黨中央委員會在重庆同中國國民黨谈判中释放张学良、杨虎城和一切政治犯的要求。该联名电报经中共中央和东北局批准，由延安新华社转发。

## 经过
1966年5月18日，林彪在中共中央政治局会议上点名批评了林枫和吕正操，说：“彭真在东北和林枫、吕正操搞桃园三结义反对我”，“东北地区的党、政、军内隐藏着一股以张学良部下、政客、幕僚为主体的叛徒、特务、反革命分子结成的反革命势力，这股反革命势力分布很广，钻进来的时间长；隐藏得很深，爬得很高。他们受国民党特务机关的派遣，打入我革命阵营内部。”
1967年，文化大革命办案组调查大连文史馆馆员、原国民党少将高参秦诚至。1946年他曾以国民政府主席东北行辕代表身份前往哈尔滨与解放军谈判交换战俘。解放军在中共中央东北局社会部安排下派吕正操、张学思、解方、阎宝航等5人与其谈判。文化大革命中办案的人逼迫秦诚至承认他到哈尔滨是策反吕正操等5人的，还诬陷吕正操等5人接受了策反，这就是所谓“东北叛党集团”的来由。之后名单还加上了刘澜波、贾陶、万毅共8人。因此还专门成立了由谢富治、王宏坤负责的中央专案组第二办公室（二办）“东北叛党集团”专案组。但专案组查不出任何证据，便将1946年2月吕正操等42人联合写给蒋介石与政协要求恢复张学良自由的电报，並稱「还密谋策划在国民党军队向东北进犯时，倒戈投敌，搞掉林彪作战指挥部，暗害林彪」，作为这42人投敌叛党、成为“反革命集团”的罪证。
1967年6月7日，解方被逮捕；7月12日，吕正操及贾陶被逮捕；9月11日，张学思被逮捕；11月7日，阎宝航被逮捕。案件不断扩大化，涉及到辽宁省副省长、省政协副主席陈先舟、辽宁军区副司令员赵承金等，多人被看押。
1969年1月，林彪责成沈阳军区成立第五办公室（“五办”）负责审查，又编造了一个90人的《军阀张学良在东北地区残余分子名单》，株连省军级以上领导干部12人，部、厅、局级干部36人，全国政协委员7人，省政协委员17人。其中被定为特务分子的有：车向忱、陈先舟、卢广绩、孙恩元等11人，被定为叛徒和叛党投敌集团成员的有赵承金、郭峰、栗又文、于毅夫等14人；被定为历史反革命的有宁武、张庆泰、刘多荃、刘鸣九、胡圣一、洪钫等44人；被定为有重大叛、特嫌疑分子的有周桓、巩天民、李博、王岳石等18人。
专案组称“东北地区党、政、军内，隐藏着一股以张学良的部下、政客、幕僚为主体的叛徒、特务、反革命分子结成的反革命势力”。诬陷这些人是“打着抗日的幌子混进了革命队伍”，是“受国民党特务派遣、打入我革命阵营内部的”等等。因为涉及的人员原籍都是东北的，故取名为“东北帮”。从而制造出了“东北帮叛党投敌反革命集团”，其中张学思、贾陶、车向忱、陈先舟等被迫害致死，株连700余人。

## 事后
1978年11月5日，人民日报报道，对此案彻底平反，为遭受打击迫害的90名党政军领导人恢复名誉。